# スバル・レガシィアウトバック
レガシィアウトバック（Legacy Outback）は、SUBARU（旧：富士重工業）が製造・販売していたDセグメントのクロスオーバーSUV型乗用車である。
本項では便宜上、以下のモデルについても記述する。
- レガシィグランドワゴン（Legacy Grand Wagon）
- レガシィランカスター（Legacy Lancaster）
- アウトバック（Outback）

## 概要
元来スバルは主要輸出マーケットであるカナダを含む北米全土で、レオーネ4WDによって「廉価で丈夫で悪路に強い」といった評価を獲得していた。しかしそれは逆に言うと「ファーマーズカー」、つまり農家の車という地味なイメージも付く原因にもなった。当時の富士重は、好調な北米向けの輸出への過度の依存による組織の硬直化が進み、さらに1985年9月のプラザ合意以降、1980年代後半の急激な円高によって企業存亡の危機に瀕し、1980年代末には専門誌や新聞等で公然と他社による買収や吸収合併、倒産の危機が報道されるほどの厳しい局面を迎えていた。
この危機からの打開のため、開発主管制度の導入、開発部門の連携の強化などの大規模な組織改革が断行され、開発コード「44B」として開発が進められ、1989年1月、起死回生の一作として送り出したのが初代レガシィであった。このモデルは主要輸出マーケットである北アメリカ（以下北米）でそれまでのレオーネの地味なイメージを覆すことに成功し、富士重工の経営建て直しへ明るい材料となった。
一方、アメリカでは1960年代中盤以降、「ジープ・チェロキー」、「シボレー・ブレイザー」といったSUVに対する根強い需要が常にあり、特に1990年代に入ると都市部においてもこうしたSUVを所有することが一種のステータス・シンボルと見なされブームとなっていた。しかし、こうしたSUVは大きく、重く、燃費が悪いうえ、取り回しもし難いなどの短所もあった。
レガシィは洗練されていたがために、レオーネの様な野性味ある雰囲気は薄れていた。さらに、いすゞとの合弁で1989年から稼動を開始したSIA（スバル・イスズ・オートモーティブ→スバル・オブ・インディアナ・オートモーティブ）で生産するいすゞ・ウィザードをホンダにOEM供給（ホンダ・パスポート）していることがアメリカ内の代理店から不満として富士重工に寄せられ、早急なSUVの投入が必要だったと言われている。
元々富士重工社内にはアウトドアライフを嗜む開発担当者が多く、こうした声に応え、当時主にアメリカ向けに新開発されたレガシィの2.5L水平対向エンジン搭載車を基に、全天候タイヤ、200 mmの最低地上高とゆったりとした乗り心地を与え、内外装によりラギッドテイストを付加したモデルが開発されることとなった。ツボを押さえた商品化であり、開発は非常に順調に進んだとされる。
このモデルは、北米向けには1994年から「アウトバック」として、日本国内向けには1995年8月から「レガシィ・グランドワゴン」（GRAND WAGON ）として発売された。
レガシィアウトバックは車体には重さがあるものの居住性を高めるため空間効率に優れた設計となっている。
1998年にフルモデルチェンジした2代目は車名が「レガシィ・ランカスター」となった。3代目は日本でも「アウトバック」となり世界統一かと思われたが、2006年のマイナーチェンジで日本国内向けについては「レガシィ・アウトバック」となった。
当初「SUW（スポーツ・ユーティリティ・ワゴン）」という新しいカテゴリーのクルマとして、「The World's First SUW」（世界初のSUW）、「The Best of Both World」（乗用車とSUVの双方の長所を兼ね備えた）という宣伝文句で投入されたが、標的とした北米市場での販売は芳しくなかった。しかし、現地スバルオブアメリカの地道な努力が実り、1年ほどで販売は好調に転じ、北米におけるスバルの主要ラインナップとして富士重工の経営建て直しに非常に大きな貢献をした。
2006年、北米市場におけるスバルの販売台数は史上初めて年間20万台を突破したが、最量販モデルは5万9,262台が販売されたアウトバックであった。
日本国内ではワゴンタイプのボディしかラインアップされなかったが、3代目（2007年モデルまで）以前のカナダを含む北米仕様にはノッチバックセダンタイプのボディも用意されていた。

## 初代 BG系（1995年 - 1998年）

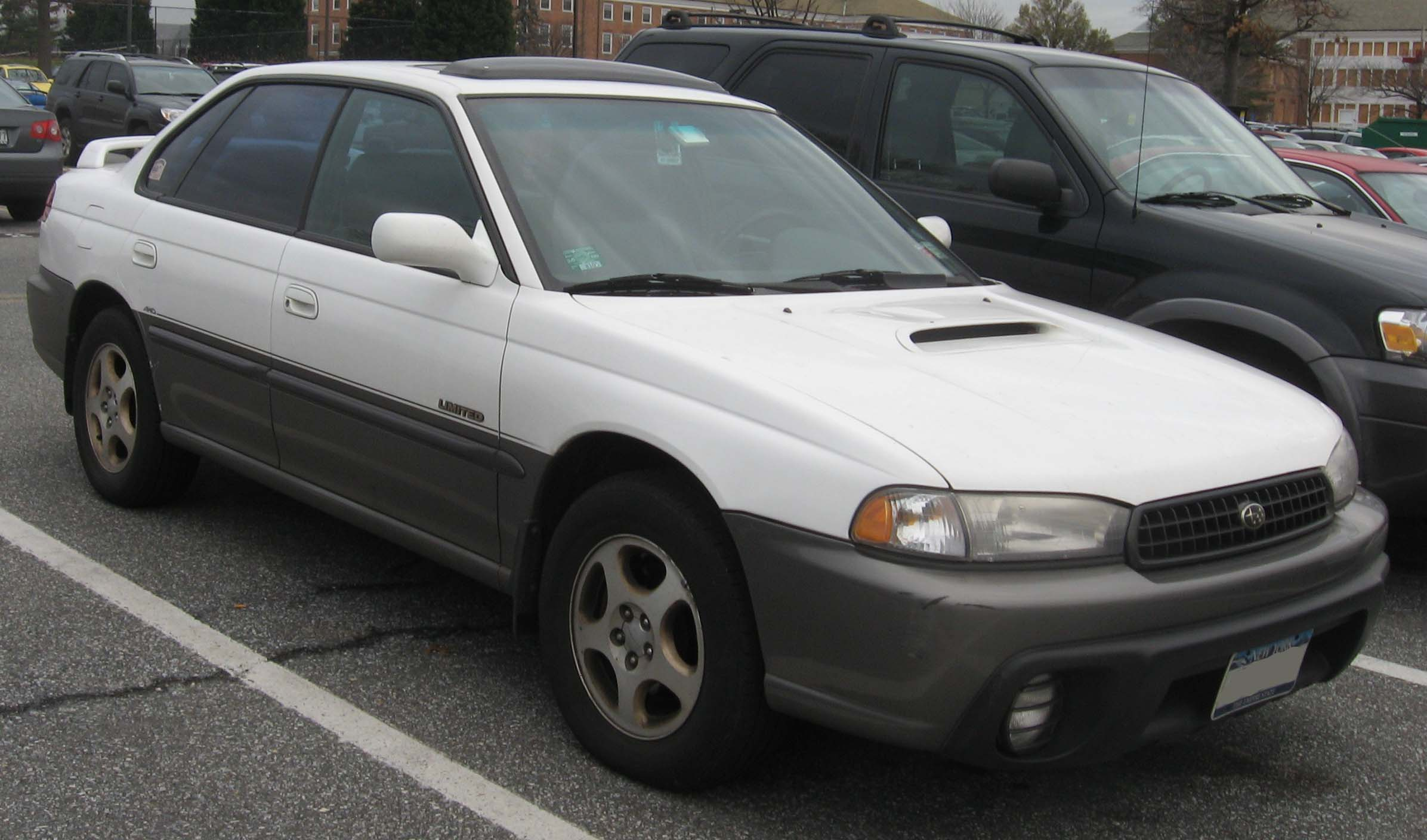
初代アウトバックセダン
（北米専用）

（日本仕様はレガシィグランドワゴン／レガシィランカスター）
1994年
カナダを含む北米で「アウトバック」発売。
1995年8月
日本国内で「レガシィグランドワゴン」として発売。エンジンは「250T」と同じ2.5L（EJ25型）水平対向4気筒を搭載。
1996年6月
マイナーチェンジ。エンジンは形式こそ同じだが、「MASTER4」に刷新された。エクステリアはテールレンズの一部がスモーク化された程度だが、インテリアについてはハザードスイッチ周辺のインパネデザインとパワーウインドウのスイッチデザインが変更されたほか、リヤシートはヘッドレストを外さなくてもシートバックを可倒できるようになった。ボディカラーについても全て新色に差し替えられた。
1996年11月
特別仕様車「250クルーザー」を発売。本皮革×ファブリックの専用シートや木目調パネル、専用色のフロントグリル、通常モデルには非設定のブラックマイカまたはピュアホワイトとグレーオパールの2トーンなどを装備。
1997年8月
日本国内のサブネームを「ランカスター」に改称しマイナーチェンジ。デュアルレンジ（副変速機）付き5速マニュアルモデルが追加され、同時にプロジェクターヘッドライト等を装備した「リミテッド」が登場。

## 2代目 BH系（1998年 - 2003年）
（日本仕様はレガシィランカスター）
1998年6月17日
ツーリングワゴンと同時にフルモデルチェンジ。パッケージングと機能面の両立を図り、さらに最低地上高を200 mmに保ったまま全高を1,550 mmに抑えたことで機械式立体駐車場への入庫に対応。ツーリングワゴンの「GT-VDC」や「GT-B」にも採用されている高速走行時の空力性能の向上や風切音を低減するダイレクトタイプルーフレールに加え、フェンダーやドアパネル下部に傷付きや錆の発生を抑える樹脂製のサイドクラッディングも追加し、フロントバンパーを大型化。カーゴルームはリアサスペンションをマルチリンク式に変更したことでスペースが大幅に拡大され、フラットフロア化。さらにサブトランクを2分割化されたほか、カーゴファンを新設計にしたことで換気能力・静粛性を高めた。エンジンは従来通りEJ25型だが、新たにAVCSが搭載されたことで実用領域でのトルクが増大された。トランスミッションも先代同様、5MTと4ATの2種類が設定された。日本仕様はワゴン専用、北米仕様ではセダンも用意された。
1999年5月24日
一部改良。オフディレイ付はさみこみ防止パワーウインドゥが新たに装備され、5MT車にはクラッチスタートシステムも追加。ボディカラーには「アークティックシルバーメタリック／グレーオパール」の2トーン仕様が追加された。
1999年9月24日
2基のCCDカメラによるステレオ画像認識装置、クルーズコントロール、ナビゲーションシステム、VDC-4WDで構成された世界初のドライバー支援システム「ADA」とHIDヘッドライトを標準装備した「ランカスターADA」を追加。同時に、HIDヘッドライト、ガンメタリック塗装16インチアルミホイール、濃色ガラス（リアドア・リアクォーター・リアゲートガラス）、ダークグレー/グレー2トーン内装、ケンウッド（現・JVCケンウッド）製CD/MDプレーヤー一体120Wオーディオ等を装備し、VDC-4WDをオプション設定した特別仕様車「S Limited」を発売 。なお、「ランカスターADA」・「S Limited」ともに4ATのみの設定である。
2000年5月24日
一部改良。スバル車としてはアルシオーネSVX以来となる水平対向6気筒エンジンEZ30型を搭載した「ランカスター6」を追加（4ATのみの設定）。3ヶ所に触媒を採用したことで「平成12年基準排出ガス50%低減レベル（優-低排出ガス）」認定を取得。併せて、特別仕様車として販売されていた「S Limited」を「ランカスターS」としてカタロググレード化するとともに、ドアミラーを大型化。フロントグリルをチタン色に、エンブレムをグレーメタリックにそれぞれ変更した。
2001年5月22日
マイナーチェンジ。フロント部を立体的な造形とするとともに、フロントグリルのオーナメントをスバルのCIである六連星エンブレムに変更。サスペンションの改良を行ったほか、2.5L車は排出ガス浄化性能の向上により、「平成12年基準排出ガス25%低減レベル（良-低排出ガス）」認定を新たに取得した。「ランカスター6」は視認性を向上させるブラックフェイスメーターを採用。「ランカスターADA」は3.0L車の「ランカスター6」に移行して「ランカスター6 ADA」に改名するとともに、「ADA」はVDCのプレビュー制御が新たに追加され、車間距離制御クルーズコントロールは3段階の車間距離切替と2段階の警報音量切替機能を追加。標準装備のナビゲーションをCD-ROMからDVD-ROMに変更した。
2001年10月22日
「ランカスターS」をベースに、ブラックフェイスメーター、MDプレーヤー&6連奏CDチェンジャー・AM/FMチューナー一体120Wオーディオ、HIDロービームランプを装備し、フロントグリルとドアハンドルをカラード化、ダークグレーインテリアを採用した特別仕様車「ランカスターS Limited Edition」を発売（1,000台限定販売）。

## 3代目 BP系（2003年 - 2009年）

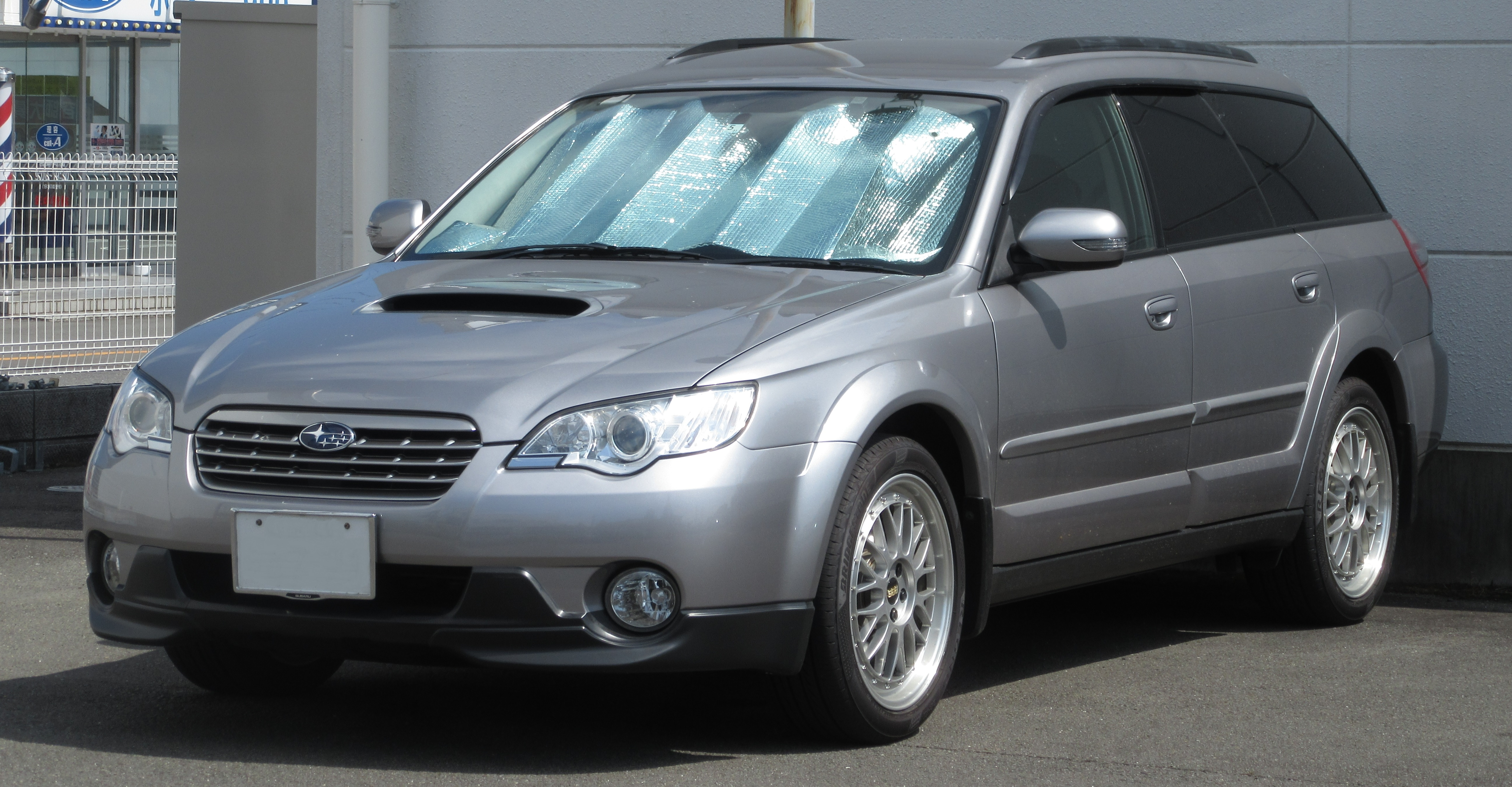
2.5XT

2003年10月22日
全世界統一の「アウトバック」に改称し、フルモデルチェンジ。エンジンの型式は変更ないものの、EJ25型はSOHC化され、レギュラーガソリン仕様としたことで経済性にも配慮。EZ30型は吸気バルブにAVCSとダイレクト可変バルブリフトを採用したことで走行状況に応じてバルブ開閉タイミングを連続的に変化させ、2つの吸気バルブのリフト量を個別に変化させることで高出力化と排出ガス浄化性能を両立。これらにより、全車「平成12年基準排出ガス75%低減レベル（超-低排出ガス）」認定を取得し、低燃費化も実現。四輪駆動システムが「Symmetrical AWD（シンメトリカルAWD）」となり、3.0L車にはVTD-AWDを採用。さらに、VDCをメーカーオプション設定した。グレード体系は「2.5i」と「3.0R」の2グレードとなり、トランスミッションはATのみ（「3.0R」は5速ATに多段化）となった。
2004年5月17日
一部改良。運転席シートベルトにダブルプリテンショナー機能を追加し、間欠フロントワイパーを車速感応式に変更。メーカーオプションも拡充され、「3.0R」にはSUBARU G-BOOK対応 LEGACYビルトインDVDナビゲーションシステムを、「2.5i」には、「3.0R」のみで設定可能だったVDCがそれぞれ設定された。併せて、全車で「平成17年基準排出ガス50%低減レベル（☆☆☆）」認定を取得した。同時に、全グレードをベースとしたL.L.ビーンとのコラボレーションモデルである「L.L.Bean EDITION」を発表（同年6月22日販売開始）。外装色は4種の専用色を用意し、アルミホイールもガンメタリック塗装を施した専用品を装着。シートは本革とアルカンターラを組み合わせたコンビシートを採用している。また、ステアリングやドアトリムなどにも木目調パネルと多用し、上質感のあるアウトドアイメージを演出している。「2.5i L.L.Bean EDITION」にはカーゴソケット、カーゴファン、ステンレス製カーゴステップも追加装備している。
2005年5月24日
一部改良。ボディカラーにツーリングワゴンやB4に設定されている「アーバングレー・メタリック（モノトーン）」を追加し、サスペンション・コイルスプリング・スタビライザーを改良したことで操舵安定性と乗り心地を向上。「3.0R」・「3.0R L.L.Bean EDITION」はスロットル開度とトランスミッション変速タイミングの制御を最適化したことでアクセル操作に対するリニアな加速を実現した。併せて、「2.5i」をベースに、エレクトロルミネセントメーター、運転席8ウェイパワーシート、MOMO製本革巻ステアリングホイール、ステアリングスイッチ付スポーツシフト、アルミパッド付スポーツペダル（アクセル、ブレーキ、フットレスト）を装備した特別仕様車「2.5i S-style」を発売。
2005年12月1日
既発売の「2.5i S-style」にブラックインテリア、クルーズコントロール、UVカット機能付濃色ガラス（リアドア・リヤクォーター・リヤゲート）、クリアビューパック、ガンメタリック塗装17インチアルミホイールを追加した特別仕様車「2.5i S-style ブラックインテリアセレクション」を発売。
2006年5月24日
マイナーチェンジ。フロントグリルを6角形に変更したほか、リアコンビランプのウィンカーをクリア化し、テールランプの内側に丸形リフレクターを追加。さらに、リアコンビランプ・バックランプ・リアフォグランプをメッキモールで繋ぐことでリアデザインの広がり感や質感を強調。エンジンにも改良が施され、「2.5i」は可変バルブリフト機構「i-AVLS」を新たに採用したことで排出ガス性能と出力を向上。「3.0R」は可変バルブリフトのカムプロファイルや排気ポートおよびエキゾーストパイプの形状を変更したことで、燃費性能や排出ガス性能を向上。これらにより、全車「平成17年基準排出ガス75%低減レベル（☆☆☆☆）」認定を取得した。トランスミッションにはマニュアルモード走行でギアを固定したまま加速する際、アクセルを踏み続けると自動でシフトアップするオートアップシフト機構を採用したほか、「3.0R」にはECUとの協調制御でシフトダウン後のエンジン回転数を予測してあらかじめエンジン回転数を上げることでマニュアルモード走行時でのシフトダウンの変則をよりスムーズにするダウンシフトブリッピングコントロール（回転同期制御）も採用した。併せて、ECU・電子制御スロットル・TCUを機密に協調制御し、用途に合わせて、「インテリジェント」・「スポーツ」・「スポーツシャープ」の3つのモードを任意で切り替えでき、異なる走行性能を愉しむことを可能にする「SI-DRIVE」を装備した。装備面ではカーゴフロアに表面をカーペットフロア、裏側はトレイ状のハードフロアとしたリバーシブルタイプのフロアマットを採用したほか、「3.0R」に左右独立温度調整機構付フルオートエアコン、リアベンチレーション、運転席メモリー機能付8ウェイパワーシート、テレスコピック機能を採用し、カップホルダーをリアアームレスト前端にも設置した。「2.5i」は運転席メモリー機能付8ウェイパワーシート（本革シートとセット）とテレスコピック機能をメーカーオプションに設定したほか、特別仕様車で好評だった「S-style」を上質感とスポーツ性を高める装備品をパッケージしたセットオプションに変更した。なお、「L.L.Bean EDITION」は上述のマイナーチェンジに伴う変更を受け継続販売される。
2006年11月15日
「2.5i S-style」をベースに、左右独立温度調整機構付きフルオートエアコン、助手席8ウェイパワーシート、保温冷機能付フロアコンソールボックス、リアベンチレーション、カップホルダー付きリヤシートセンターアームレストを装備した特別仕様車「2.5i S-style LIMITED」を発売。ボディカラーは「ダイヤモンドグレー・メタリック」や「リーガルブルー・パール」のモノトーン色を含む5色を設定した。
2007年5月15日
一部改良。ボディカラーに「スティールシルバー・メタリック」と「トパーズゴールド・メタリック」を追加したほか、「3.0R」にはSUBARU G-BOOK ALPHA対応専用オーディオ一体型HDDナビゲーションシステムを新たにメーカーオプション設定し、アクセスキーを携帯することでドアの施錠・解錠からエンジン始動までワンプッシュで行えるキーレスアクセス&プッシュスタートを標準装備した。併せて、新グレードとして、フロント部に設けられたレーザーレーダーによる全車速追従機能を備えたSIレーダークルーズコントロールをはじめ、シートポジションメモリー機能付運転席8ウェイパワーシート、助手席8ウェイパワーシート、リアベンチレーション、VDCを装備した「3.0R SI-Cruise」を追加し、さらに、特別仕様車「2.5i S-style」を新仕様で再発売。新たに4速スポーツシフト（パドルシフト付）、ステアリングテレスコピック機能、17インチハイラスター塗装アルミホイール、濃色ガラス、クリアビューパックを追加装備し、MOMO製本革巻ステアリングホイールにオーディオリモートコントロールスイッチを追加した。さらに、「2.5i S-style」の追加装備内容を一部差し替え、MOMO製ステアリングホイールをウッド&本革巻に変更し、助手席8ウェイパワーシート、左右独立温度調整機能付フルオートエアコン、リアベンチレーションを追加した特別仕様車「2.5i L-style」も発売した。
2007年11月14日
「2.5i」をベースに、ポップアップウォッシャー付バイキセノンヘッドランプ、シルバーステッチ入りレザー/アルカンターラシート、アルミパッド付きスポーツペダル、ハイラスター塗装17インチアルミホイールを装備し、電動格納式リモコンドアミラーとダイレクトタイプルーフレールに金属調シルバー塗装を採用した特別仕様車「2.5i Urban selection」を発売。ボディカラーには専用色の「リーガルブルー・パール」を含む5色を設定するほか、100台限定で新色の「ライトニングレッド（オプションカラー）」も設定された。
2008年5月8日
一部改良。ボディカラーに「カメリアレッド・パール」と「サンライトゴールド・オパール（アウトバック専用色）」を追加。ポップアップ式ヘッドランプウォッシャー内蔵のバイキセノンヘッドランプを新たに装備し、「2.5i」には従来は「3.0R」系のみの装備だった「SI-DRIVE」を新たに装備した。グレード体系を一部変更し、SIレーダークルーズコントロール装備車は3.0L車から2.5L車に移行して「2.5i SI-Cruise」に改名。3.0L車はステレオカメラと3D画像処理エンジンによってプリクラッシュセーフティを実現する運転支援システム「EyeSight」を標準装備した「3.0R EyeSight」に一本化した。併せて、スバル発売50周年を記念し、日本国内向けのレガシィシリーズとしては初となるEJ25型ターボエンジンを搭載した「2.5XT」、「2.5XT EyeSight」も発売した（2グレード合計で2,000台の限定販売）。
2008年10月29日
「2.5i」・「2.5XT」をベースに、レンガ色のブリックレッドレザーシート（フロントシートヒーター付）、アルミ調加飾付本革巻ATセレクトレバー、アルミパッド付スポーツペダル、SRSサイドエアバッグ+SRSカーテンエアバッグを装備し、ピラー/ルーフトリムをブラックに変更した「2.5i Premium Leather Limited」・「2.5XT Premium Leather Limited」、「2.5i」をベースに専用シート表皮を採用するとともに、一部装備内容を見直すことでベース車よりも15.75万円割安に設定した「2.5i Smart Selection」の3タイプの特別仕様車を同時発売した。
- 2.5XT

## 4代目 BR系（2009年 - 2014年）
2009年4月9日
2009年ニューヨーク国際自動車ショーにて、日本国外仕様では4代目となるアウトバックの北米仕様を世界初公開。
2009年5月20日
ツーリングワゴン・B4と共にフルモデルチェンジ。室内長・室内幅・室内高を拡大したことで、全幅は日本国内向けのスバル車としては最大となる1,820mmとなった。エンジンは2.5L車は先代同様、i-AVLSを採用した改良型のEJ25型を搭載しているが、インテークマニホールドを樹脂製にし、ピストン形状を最適化するなど軽量化・フリクション低減を実現。また、新設定となる3.6L車は従来のEZ30型から外寸をほぼ据え置いたままで排気量を600ccアップしたことで、低速域からの力強いスムーズなトルク特性と環境性能を両立し、レギュラーガソリン仕様としたことで経済性にも配慮されたEZ36型（トライベッカと同じエンジン）に置換された。また、2.5L車はトランスミッションにチェーン式のバリエーター（主変速機機構）を採用した「リニアトロニック（6速マニュアルモード付）」に置換したことで燃費性能も向上したことで、「2.5i L Package」は「平成22年度燃費基準+20%」を達成した。また、ヒルホールド付電動パーキングブレーキといった前身車種であるグランドワゴンやランカスターも含めてこれまで採用されていなかった装備も導入された。グレード体系は2.5L車は「2.5i」と「2.5i L Package」、3.6L車は「3.6R」と「3.6R SI-Cruise」に整理。先代で採用されたSIレーダークルーズコントロール搭載車は3.6L車に移行し、頻繁な発進停車時のドライバーの負荷を軽減するため、停止保持機能を追加した。
2010年1月21日
富士重工業の韓国における販売特約店であるスバルコリアを通じて韓国で発売することを発表し、同年4月末より発売を開始した（車名はアウトバック。韓国語：아웃백、発音的には「アウトベク」）。
2010年5月18日
マイナーチェンジ。初代・F型の一部グレードに装備されていた「EyeSight」が進化を遂げ、「EyeSight(Ver.2)」として「2.5i EyeSight」と「3.6R EyeSight」の2グレードに装備した。「EyeSight(Ver.2)」では、衝突回避性能を高めた"プリクラッシュブレーキ"、渋滞走行などの追従性を高め、先行車が停車した場合には自車も停車し、停止保持状態を維持する"全車速追従機能付クルーズコントロール"、前方に障害物を検知している状態でのペダルの踏み間違いによる誤発進を抑制する"AT誤発進抑制制御"等先進の機能を備えている。また、「2.5i L Package」では17インチアルミホイール、オートライト&オートワイパー、ヘッドランプウォッシャーなどを装備し機能を充実し、「EyeSight(Ver.2)」非搭載グレードにもクルーズコントロールを標準装備した。また、「3.6R EyeSight」では上級モデルに相応しく、シルバールーフレール、シルバー&クロームメッキドアハンドル、ハイラスター塗装17インチアルミホイール等を装備した。なお、「2.5i L Package」は「平成22年度燃費基準+25%」を達成した。グレード体系の見直しにより、3.6L車は新設の「3.6R EyeSight」に集約された。
2010年11月16日
「2.5i EyeSight」・「3.6R EyeSight」をベースに、シルバーアルカンターラ/ブラック本革シート、シルバーアルカンターラのドアトリム、カーボン調加飾パネルを装備し、さらに、2.5L車には3.6L車に標準装備されているハイラスター塗装アルミホイールも装備した特別仕様車「2.5i EyeSight Sport Selection」・「3.6R EyeSight Sport Selection」を発売。
2011年6月14日
一部改良。足回りの見直しによる走行性能の強化、「EyeSight」の性能向上、室内側から確認できるターンインジゲーター付ドアミラーの採用、ボディカラーに新色の「アイスシルバー・メタリック」追加などを実施。併せて、「2.5i L Package」・「2.5i EyeSight」をベースに専用デザインのフロントフェイスを採用し、18インチアルミホイール&サマータイヤ、専用チューニングビルシュタイン製ダンパー等を採用し、高い操舵安定性と乗り心地を実現した特別仕様車「2.5i S Package Limited」・「2.5i EyeSight S Package Limited」を発売。
2011年10月18日
ビームスとのコラボレーションモデル「2.5i EyeSight EX Edition」を発表（11月3日販売開始）。「2.5i EyeSight」をベースに、インテリアにブラウン色のアルカンターラとアイボリー色のレザーを組み合わせた専用シート、充電機能のみを備えたUSB電源（フロント・リアに計4か所）、水洗い可能のマルチパーパスサブトランク&デュラブルフロア、ブラウン色のアクセスキーカバーを装備。エクステリアにもフロントグリル・フォグランプカバー・リアガーニッシュに専用サテンメッキを採用するとともに、ハイラスター塗装17インチアルミホイールとブラックルーフレールを装備した。ボディカラーは専用色のブリリアントブラウン・パールを含む3色を設定。2012年3月12日受注分までの500台限定販売である。
2011年12月15日
「2.5i Eye Sight EX Edition」のブリリアントブラウンパール×アイボリーの内外装組み合わせが、オートカラーアウォード2012でオートカラーデザイナーズセレクション（インテリア部門）を受賞。
2012年5月8日
マイナーチェンジ。ツーリングワゴン・B4同様にフロントフェイスの刷新に加え、グリルとバンパーに専用デザインを採用し、大型フォグランプも装備。内装は加飾パネルをダークメタリック調に変更し、新デザインのシート表皮を採用。電動パーキングブレーキはセンターコンソール部に移設したことで操作性を向上させた。「2.5i」を除く全グレードでルミネセントメーター中央部に3.5インチカラー液晶のマルチインフォメーションディスプレイが設けられ、各種情報を的確に読み取れるようになった。2.5L車は新世代ボクサーエンジンであるFB25型に置換し、「リニアトロニック」はパーツやレイアウトを最適化することで小型・軽量化。さらに、一部グレードでシリーズ初となるアイドリングストップシステムも搭載。これにより、「2.5i L Package」と「2.5i EyeSight」は「平成27年度燃費基準」を達成した（2.5L車はエンジンの置換により車両型式をBRM型に変更）。「EyeSight(ver.2)」はカメラ画像認識処理の変更により、遅い車両への追いつき時の応答性改善やカーブ時の前走車認識性能が向上して衝突回避性能が高められた、アイドリングストップ搭載車では協調制御を行うことにより燃費と利便性向上の両立が図られた。また、一定車速以上走行時にブレーキとアクセルが同時に踏まれた場合にはエンジン出力を絞ってブレーキを優先させる「ブレーキオーバーライド」も採用した。なお、2011年6月に発売した特別仕様車「2.5i EyeSight S Package Limited」は装備内容の見直しと改良により、「2.5i EyeSight S Package」としてカタロググレードに昇格した。
2013年5月14日
一部改良。新たに2.5L車の最上位グレードである「2.5i EyeSight S Package」と共通デザインの専用フロントグリルやブラックベゼルのHIDロービームランプなどの外装を採用するとともに、マルチインフォメーションディスプレイ、フルオートエアコン（左右独立温度調整機能、後席ベンチレーション）、「EyeSight(ver.2)」も装備した充実仕様のエントリーグレード「2.5i B-SPORT EyeSight」を追加（なお、ツーリングワゴン・B4に設定されている同グレードと装備内容が一部異なっており、ツーリングワゴン・B4では上位グレードの「2.5i B-SPORT EyeSight G Package」で標準装備となる17インチアルミホイール（ガンメタリック塗装）、アルミパッド付スポーツペダル（アクセル、ブレーキ、フットレスト）、カーボン調加飾パネル、ファブリック（スポーティクロス）/合成皮革シートが「アウトバック」の本グレードでは標準装備となる）。なお、本グレードの追加に伴って、「2.5i L Package」を廃止した。
併せて、2011年11月に発売した特別仕様車「2.5i EyeSight EX Edition」を新仕様で再発売（同年6月3日販売開始、同年12月末受注分までの600台限定販売）。今回はルーフレールをクロスバービルトインタイプに、ドアミラーをサテンメッキに、シートをアイボリーステッチ付のブラウンレザーにそれぞれ変更し、新たに専用サイドシルクラッディング、シルバー&クロームメッキドアハンドル、フロントシートヒーター、ブラウンドアアームレスト&フロアコンソールリッド（アイボリーステッチ）、艶消しダーク木目調パネル追加。また、水洗い可能のマルチパーパスサブトランク&デュラブルフロアを引き続き採用し、ボディカラーは従来の3色から4色に増やした。
2013年10月29日
特別仕様車「2.5i EyeSight EX Edition II」を発表（12月26日販売開始）。同年5月に発売された「2.5i EyeSight EX Edition」の廉価版で、シートをファブリックシート（オプションでブラックレザーシートの選択可）仕様とした。またオプションのサンルーフ設定は廃止した。
2013年12月24日
最上級グレードの「3.6R EyeSight」をベースに、レザーシート（アイボリーステッチ・パイピング）やアームレスト&フロアコンソールリッド（アイボリーステッチ）にブラウンを、加飾パネルやリヤシートセンターアームレスト（金属調リングカップホルダー付）には艶消しダーク木目調加飾をそれぞれ採用することで上質であたたかみを感じるくつろぎのある室内空間を演出するとともに、専用17インチアルミホイール（ガンメタリック塗装+切削光輝）、専用大型ルーフレール（クロスバービルトインタイプ）、ダーク調フロントグリル、サテンメッキドアミラーなどを装備し、スバルブランドのフラッグシップに相応しいモデルに仕上げた特別仕様車「Grand Master（グランドマスター）」を発表（2014年2月27日販売開始）。
東京都と京都府には、前期モデルの個人タクシーが存在する。

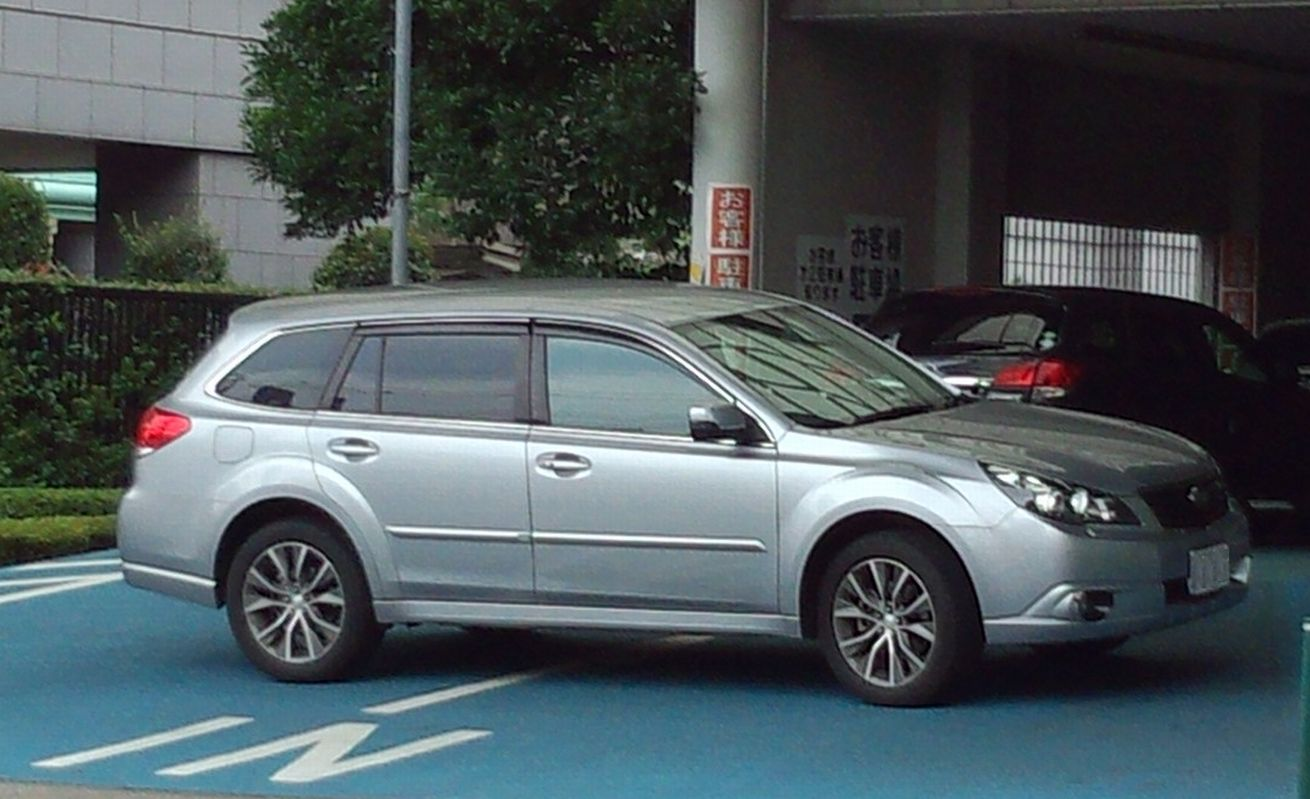
前期型 2.5i-S Package Limited

## 5代目 BS系（2014年 - 2021年）
５代目レガシィの日本仕様はツーリングワゴンが廃止され、4ドアセダンの「レガシィB4」とクロスオーバーSUVの「レガシィアウトバック」の2ボディ構成となった。海外仕様は、先代に引き続き「アウトバック」のネーミングで販売される。
フロントはバンパー一体型ヘキサゴングリルとホークアイヘッドランプによってスバル車のファミリーフェースを構築し、リアコンビランプはヘッドランプと共通のモチーフを採用。ボディ下部を取り巻くプロテクションパネルをはじめ、フロントフォグランプや金属調ルーフレール、豊かなロードクリアランスなどを備えることで、「アウトバック」特有のスタイリングをさらに進化させている。
ボディサイズは、先代に対して全長は25 mm増、全幅は20 mm増とわずかに拡大。一方、全高とホイールベースは先代と共通の数値である。
インテリアでは、筒型2眼メーターを採用し、メーター中央にEyeSightやSI-DRIVEの作動状況を表示する大型カラー液晶マルチインフォメーションディスプレイを搭載。「Limited」はメーターリング照明も装備した。また、ダッシュボードをソフトパッド化し、クッション厚を増したアームレストを採用する等、インテリアの品質も向上。内装色はブラックとアイボリーの2色展開とした。さらに、日本仕様のスバル車では初採用となるハーマン・カードンサウンドシステム＆SDナビゲーションをメーカーオプション設定した。
Aピラーの付け根を前出しすることでキャビンを拡大するとともに、ドアミラーのショルダーマウント化やフロントパーテーションガラスの採用により、ドアミラー前方の死角を減らし、前方視認性を向上。また、前席はシート間距離を広げ、ドアトリム構造を見直すことで着座時のスペースを拡大。後席も前後席間距離の拡大により足元スペースを拡大した。
エンジンは先代から継続搭載される水平対向4気筒2.5L「FB25」型のみとなり、水平対向6気筒3.6Lエンジン「EZ36」型は日本仕様では廃止された（海外向けの「アウトバック」は継続搭載）。「FB25」型は、形式名こそ先代モデルと共通だが、約8割の部品を新設計とした改良型である。吸排気系、燃焼系を中心に大幅な進化を織込むことで、実用域での扱い易さや軽快な走りを維持しながら、燃費性能の向上を果たしている。また、チェーンの駆動音やピストン、オルタネーターなどの作動音を低減することで静粛性を高めるとともに、エンジンフィーリングの上質感を高めている。さらに、吸気音をチューニングし、心地よいエンジンサウンドを実現している。最高出力は、+2 PS(+2 kw）の175 PS（129 kw）とわずかに向上。最大トルクの数値は24.0 kgf･m（235 N･m）で、先代から変化はない。
リニアトロニックにも改良が施され、アクセル開度によって変速特性を切り替えるオートステップ変速制御や6速マニュアルモードのパドルシフトを採用。また、トランスミッション内部の摩擦低減により燃費性能を向上し、ダイナミックダンパーなどを追加することで振動騒音も低減した。
ボディやサスペンション取り付け部の剛性を高めることでサスペンション部がしなやかに動く質感の高い走りを実現し、サスペンションはスタビライザーの改良やショックアブソーバーの減衰特性を最適化し、「Limited」には新バルブの採用とフロントストラットシリンダ径拡大により、ダンパーのピストン速度域に応じた減衰特性の設定が可能となる「スタブレックス・ライド（STABLEX-Ride）」を採用。コーナリング時の安定性と快適な乗り心地を両立させている。
ステアリングは小型・軽量・高出力性能のコントロールユニットを内蔵した電動パワーステアリングを採用。ブレーキは、高応答性ブースターを採用するなど、応答性、コントロール性を向上させている。
駆動系では、先代に引き続き採用するアクティブトルクスプリットAWDに加え、滑りやすい路面などで、エンジン、4輪の駆動力、ブレーキなどを最適に統合制御して、悪路走破性を高める「X-MODE」を新採用。下り坂で低速を維持した走行を実現するヒルディセントコントロール制御も加えている。
安全性能では、先進安全技術であるEyeSightを大幅に進化。より広角かつ遠方まで補足し、カラー認識も実現したEyeSight ver.3に発展。操舵支援機能であるアクティブレーンキープをはじめ、AT誤後進抑制制御、ブレーキランプ認識制御などの新機能を追加したほか、プリクラッシュブレーキや全車速追従機能付クルーズコントロールの性能向上を図っている。また、旋回時のトレース性を高めるアクティブトルクベクタリングを新採用した。ホットプレス成形材をはじめとする高張力鋼板の採用範囲を拡大することで、軽量化を図りながら全方位からの衝突に対してトップレベルの安全性も両立した。

### 年表

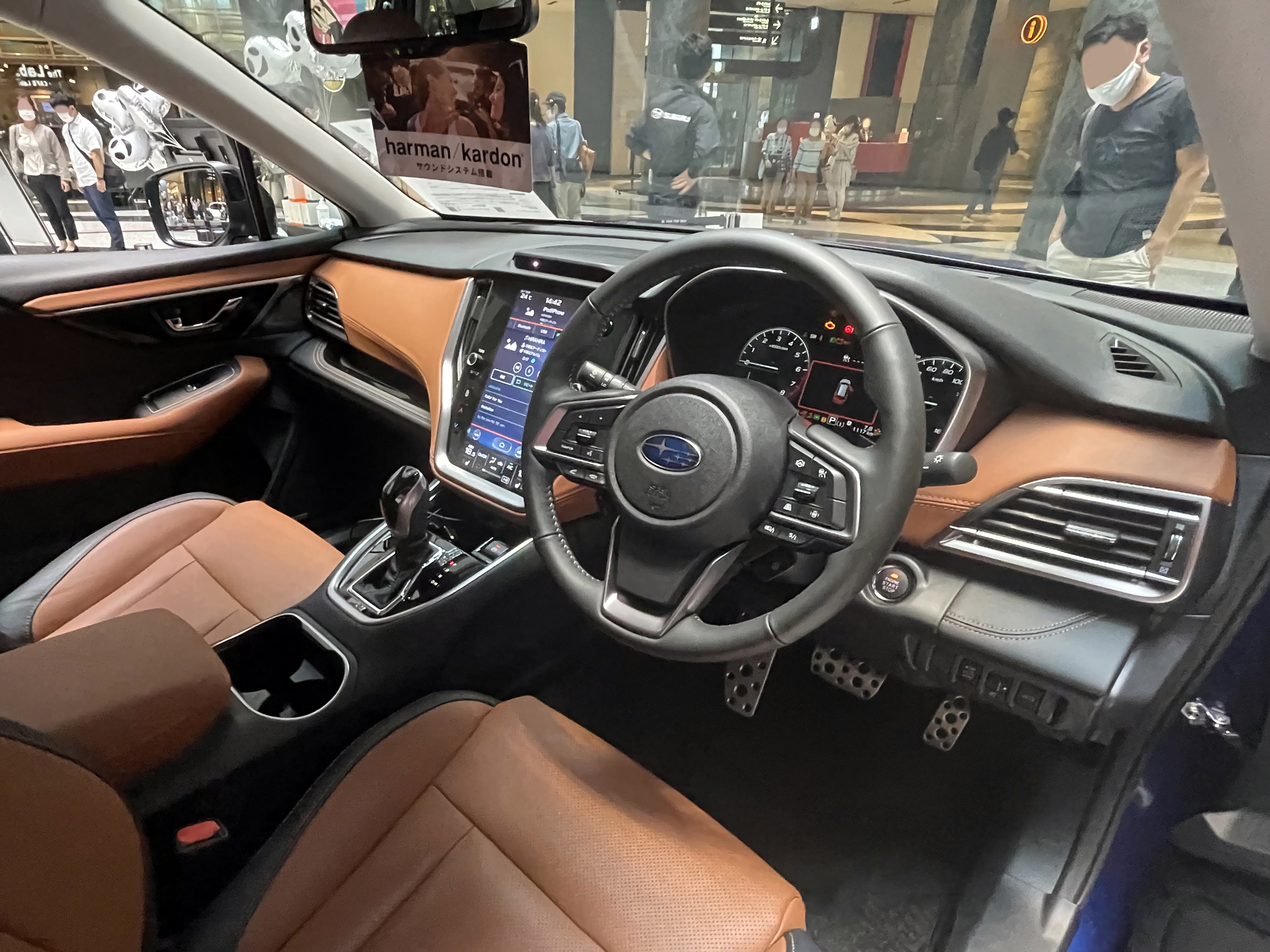
インテリア
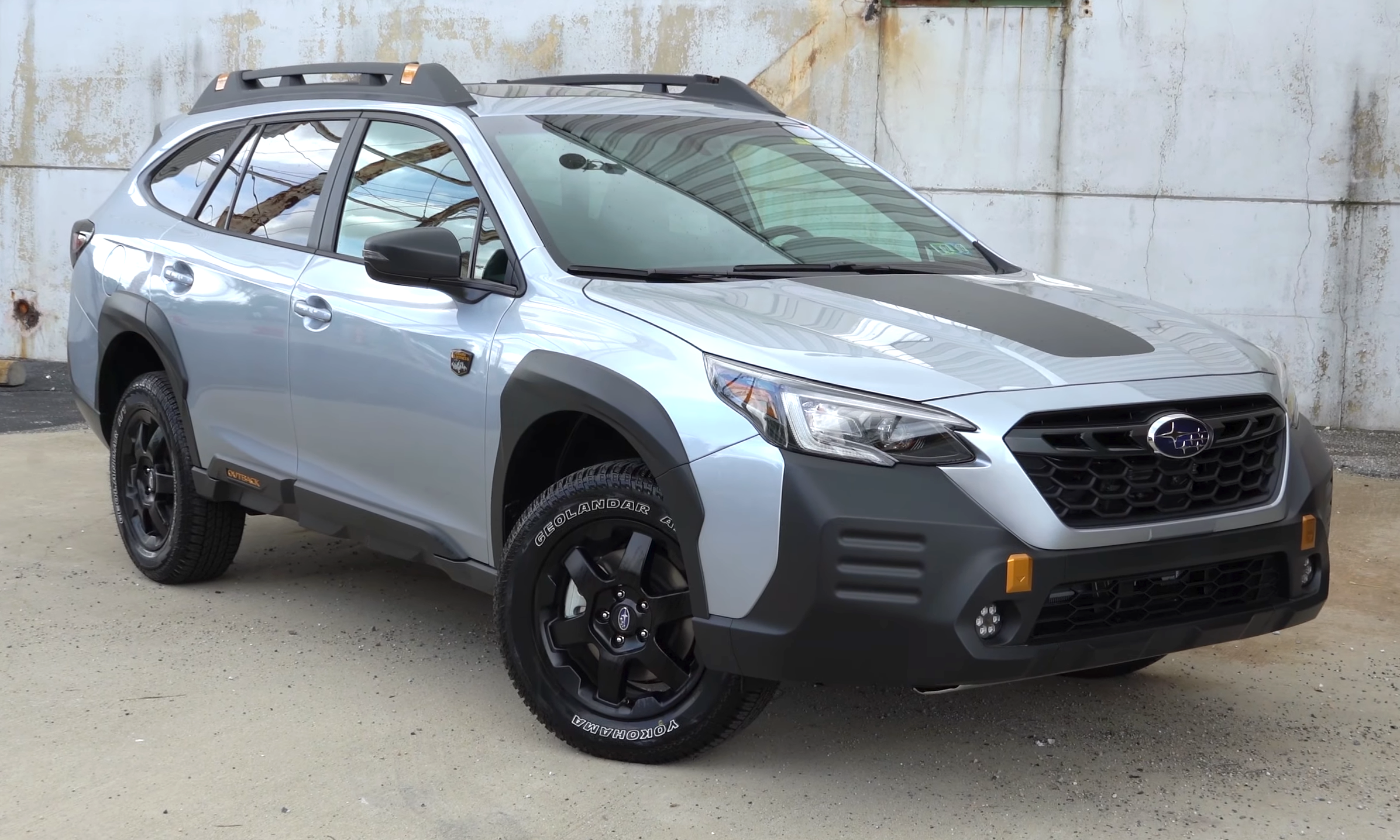
アウトバック ウィルダネス

2014年4月18日
2014年ニューヨーク国際自動車ショーにおいて、新型「アウトバック」(米国仕様車)を世界初公開。
米国仕様は、水平対向4気筒2.5L、水平対向6気筒3.6Lの2種のエンジンを搭載することを発表。
2014年10月1日
新型レガシィ アウトバック／B4の専用サイトを開設。
同年10月24日にフルモデルチェンジすることも合わせて発表。
2014年10月24日
フルモデルチェンジ。
グレード構成は「LEGACY OUTBACK」（以下、OUTBACK）と上級グレードの「LEGACY OUTBACK Limited」（以下、OUTBACK Limited）の2種を設定。エンジンは、水平対向4気筒2.5L「FB25」型を搭載し、トランスミッションは自動無段変速機「リニアトロニック」（6速マニュアルモード付）を組み合わせる。駆動方式は、全車「アクティブトルクスプリットAWD」のみの設定である。
ボディカラーは、新色「プラチナムグレー・メタリック」、「タングステン・メタリック」に加え、新設定の「クリスタルホワイト・パール（有料色）」、「ラピスブルー・パール」、先代から継続設定となる「アイスシルバー・メタリック」、「ダークグレー・メタリック」、「クリスタルブラック・シリカ」、「ヴェネチアンレッド・パール（有料色）」、「ディープシーブルー・パール」の全9色を設定。
2015年9月10日
一部改良（スバルは「改良」と表記）。（10月1日発売）
先進安全装備「アドバンスドセイフティパッケージ」を標準装備。「アイサイト」での前方検知に加え、レーダーシステムによる後側方の検知を可能とする機能である。
パッケージ化された機能のひとつ、「スバルリヤビークルディテクション（後側方警戒支援機能）」は、「死角検知機能（BSD：Blind Spot Detection）」、「車線変更支援（LCA：Lane Change Assist）」、「後退時支援（RCTA：Rear Cross Traffic Alert）」で3つの機能で構成される。いずれも、ドアミラーでは見えにくい車両を検知すると、ドアミラーに付いているLEDランプを点灯または点滅させることでドライバーに注意を促す機能。一方、ハイビームアシスト（自動防眩インナーミラー付）は、ルームミラー一体型の単眼カメラを新採用することで、先行車や対向車を検知して、ヘッドランプのハイビームとロービームを自動で切り替える機能である。
「OUTBACK Limited」に、アイボリー内装（本革仕様）を追加した（従来は「OUTBACK」のみメーカー装着オプション）。
メーカー装着オプションのハーマンカードンサウンドシステム＆SDナビゲーションは、Siri対応の音声認識機能「Siri Eyes Free（アイズフリー）」に対応。ステアリングスイッチの発話ボタンと音声入力による操作によって、運転中に視線を移動することなく、Siriを使ったサービスをより安全に利用ができる。
「OUTBACK Limited」に採用する「スタブレックス・ライド（STABLEX-Ride）」の減衰特性見直しによる乗り心地の向上や、ステアリングシステムの最適化による操舵感の向上を図った。
ボディカラーは、「ディープシーブルー・パール」に替わり「ダークブルー・パール」を新たに設定した。
2015年9月29日
運転支援システム「アイサイト」とレガシィ アウトバック／B4がそれぞれ「2015年度グッドデザイン賞」を受賞。（10月3日発売）
「アイサイト」は運転支援システムとして初の受賞となると同時に、「グッドデザイン賞特別賞候補（グッドデザイン・ベスト100）」にも選出されたことを発表。
2015年12月10日
特別仕様車「LEGACY OUTBACK Limited Smart Edition」を設定。（2016年1月5日発売）
「OUTBACK Limited」をベースに、インテリアでは、シートやドアトリムに東レの「ウルトラスエード」を採用するとともに、インパネ＆ドアトリム加飾パネルにダークエンボスシルバー調＋シルバー塗装を、ハザードスイッチとフロント・エアベントグリルにピアノブラック調加飾を施した。
また、パワーリアゲート、フロント＆リアバンパーガード（樹脂製）、メッキ加飾付サイドクラッディング（フロント＆リヤドア）を非装備化したことで、ベース車に比べて10.8万円（税込）割安な価格に設定した。
2016年9月8日
一部改良（スバルは「改良」と表記）。（10月1日発売）
「アイサイト(ver.3)」に、車線中央維持機能を追加。併せて、アクティブレーンキープ機能の作動速度を従来の65km/h以上から60km/h以上に拡大した。また、新たにステアリングヒーターを標準装備した。
ボディカラーに、新色「オークブラウン・パール」を追加し、全10色とした。
2016年9月8日
特別仕様車「LEGACY OUTBACK X-ADVANCE」を設定。（2017年1月9日発売）
改良モデルと同時にリリースされた「LEGACY OUTBACK X-ADVANCE（エックスアドバンス）」は、スバル初のBOXER（水平対向）エンジン搭載車「スバル1000」の発売50周年を記念した特別仕様車の第三弾として設定された。ベース車両は「OUTBACK」である。
インテリアは、撥水ファブリックと合成皮革を組み合わせた専用シートを採用。本シートをはじめ、コンソールリッド、本革巻きステアリングホイール、シフトブーツ、レザー調素材巻ドアトリムにイエローグリーンステッチ加工を採用。また、インパネ、ドアトリムにはメタルメッシュ/ブラックパネルを、ハザードスイッチ、前席センターエアベントグリルにはピアノブラック調加飾を施している。運転席周りに光輝パーツによる装飾をしないことで、道具の持つ本質的な素材感を大切にしながらも、ステアリングやシフトブーツにイエローグリーンステッチを施すことで洗練された印象を表現してい。る。
エクステリアでは、ガンメタリック塗装の17インチアルミホイールに加え、ブラックカラードドアミラー、ブラックルーフレールを採用。また、サイドクラッディングに付くOUTBACKオーナメントのカラーをイエローグリーンに変え、特別感を演出している。
ボディカラーは、「クリスタルホワイト・パール（有料色）」、「プラチナムグレー・メタリック」、「ダークグレー・メタリック」、「クリスタルブラック・シリカ」、「ダークブルー・パール」の5色から選択できる。
2017年4月7日
2017年ニューヨーク国際自動車ショーに、2018年型「アウトバック」（米国仕様車）を出展すると発表。
2017年9月4日
大幅改良モデルを発表。（10月5日発売）
運転支援システム「アイサイト」は新たに後退時自動ブレーキシステムを追加し、全車速追従機能付クルーズコントロールは車速域を0km/h～約120km/hに拡大した（従来0km/h～約100km/h）。また、「アドバンスドセイフティパッケージ」は、「アイサイトセイフティプラス」に改称。新機能として、フロント＆サイドビューモニター、ハイビーム照射時に対向車・先行車への眩惑を防ぐアダプティブドライビングビーム（これによりハイビームアシストは廃止）を追加している。
その他の安全装備では、ステアリング連動ヘッドランプも新採用したほか、リヤビューカメラにステアリング連動ガイド線機能を追加している。
走行性能では、サスペンションのチューニング変更や電動パワーステアリングの改良、ブレーキブースターの特性変更を実施した。また、エンジンの部品軽量化、フリクション低減、・　エンジン制御の最適化、リニアトロニックチェーンのショートピッチ化などにより、燃費と静粛性を向上させている。あわせて、リニアトロニックの再キックダウン制御を採用するとともに、マニュアルモードを6段変速から7段変速に進化させている。
エクステリアは、LEDハイ＆ロービームランプ・フロントグリル・フロントバンパー、17インチアルミホイール（「OUTBACK」のみ）、18インチアルミホイール（「OUTBACK Limited」のみ）・LEDサイドターンランプ付電動格納式リモコンカラードドアミラー（ターンインジケーター付）を新デザインに変更。フロントバンパーのデザイン変更に伴い、全長は5mm延長されている。
ボディカラーは「ヴェネチアンレッド・パール（有料色）」に替わり、新色「クリムゾンレッド・パール（有料色）」を設定。また、「ラピスブルー・パール」を廃止し、新色「ワイルドネスグリーン・メタリック」を追加。従来通り全10色を設定した。
インテリアは、センターパネルのデザインを一新したほか、インストルメントパネルにダブルステッチを施した。また、小径化した新デザインの本革巻ステアリングホイール（ステアリングヒーター付）を採用。従来はディーラー装着オプションだったオーディオリモートコントロールスイッチをはじめ、オートドアロック・アンロック機能とUSB電源（リア2）を標準装備するとともに、各種操作系表示の視認性を向上させている。
2018年9月10日
改良モデルを発表。同時に特別仕様車「X-BREAK」を追加。（10月4日発売）
運転支援システム「アイサイト」のプリクラッシュブレーキ制御を改良。アイサイトの認識対象が、車両と同一方向に進行する歩行者や自転車であった場合、減速制御の作動タイミングを早期化することで、衝突回避の可能性を向上させたほか、低速走行中、前方に障害物がある状態で誤ってアクセルを踏み込んだと判断した場合には、プリクラッシュブレーキを作動させることで、衝突回避をアシストする機能を追加した。また、その他の安全・快適装備として、オートビークルホールド、セキュリティフードアラームを新採用した。
ボディカラーは「ダークグレー・メタリック」、「プラチナムグレー・メタリック」に替わり、「ストームグレー・メタリック」と新色「マグネタイトグレー・メタリック」を追加、全10色を設定した。
同時設定の「X-BREAK」はSUBARU60周年特別記念車と設定された特別仕様車で、ベース車両は「OUTBACK」。
エクステリアでは、フロントグリル（ピアノブラック調＆ラスターブラック塗装＋イエローグリーン加飾）、フロント＆リヤドア・サイドクラッディング（フロントはOUTBACKロゴ入り（イエローグリーン）、ブラックカラードドアミラーを採用。また、OUTBACKリヤオーナメントとシンメトリカルAWDリヤオーナメントをラスターブラックに仕上げに変更するとともに、225/60R18タイヤと18インチアルミホイール（ダークメタリック塗装）を装着。また、初設定の大型ルーフレール（クロスバービルトインタイプ）を特別装備とした。本装備により、全高はベースモデルより55mm高い1,660mmに変更となった。
ボディカラーは、「クリスタルホワイト・パール（有料色）」、「マグネタイトグレー・メタリック」、「クリスタルブラック・シリカ」、「ワイルドネスグリーン・メタリック」、「ダークブルー・パール」の5色を設定。
インテリアでは、エクステリアと同様ブラックとイエローグリーンでコーディネイトされる。撥水ファブリック/合成皮革シート（グレー/グレー＆ブラック、イエローグリーンステッチ）、高触感本革巻ステアリングホイール（イエローグリーンステッチ、ブラック加飾、ステアリングヒーター付）、シフトブーツ（イエローグリーンステッチ）＋ピアノブラック調加飾パネルの採用をはじめ、フロントセンターアームレスト、レザー調素材巻ドアトリム＆ドアアームレスト、インパネアッパートリムにもイエローグリーンステッチを追加。また、メタルメッシュ＋ブラック塗装加飾パネル（インパネ、ドアトリム）、大型マルチインフォメーションディスプレイ付メーター（ホワイトリング照明付）、フロント＆リヤドア・プルハンドル照明（ホワイト）、センタートレイ（ホワイト照明付）を採用するほか、カーゴフロアボード（ラゲッジスムーザー機能付）を特別装備とした。
2019年9月3日
一部改良モデルが発表された。（11月8日発売）
グレード体系が見直され、標準仕様の「OUTBACK」を廃止する替わりに、専用内外装を採用しつつ価格を抑えた新廉価グレード「B-SPORT」が追加された。「X-BREAK」は継続設定される。
ボディカラーは「OUTBACK」・「OUTBACK Limited」専用色だった「オークブラウン・パール」に替わり、「B-SPORT」・「Limited」専用色として新色の「クールグレーカーキ」が採用され、「Limited」にはブラウンレザーインテリアが追加設定された。
また、悪路走破性を高めるため、雪道や砂利道など滑りやすい道を走行する際に使用する「SNOW・DIRT」と、深雪やぬかるみといったタイヤが埋まってしまうような道を走行する際に使用する「DEEP SNOW・MUD」の2つのモードを備えた「X-MODE」が搭載された。
2020年8月4日（補足）
姉妹車となるセダンのB4が生産終了。それ以後は流通在庫のみの販売となり、B4の終売後における日本市場向けのレガシィはアウトバックのみの展開となる。
2020年8月6日
一部変更が発表された。（10月2日発売）
WLTCモードによる燃料消費率・排出ガス（燃料消費率はJC08モードによる数値も表記）に対応し、「平成30年排出ガス基準25%低減レベル（☆☆☆）」認定を取得した。なお、JC08モードでの燃料消費率が低下（14.8km/L → 14.3km/L）したため、「平成27年度燃費基準+5%」達成となった。
2021年8月6日
生産終了。以後、在庫のみの販売となる。
2021年8月27日
販売終了。

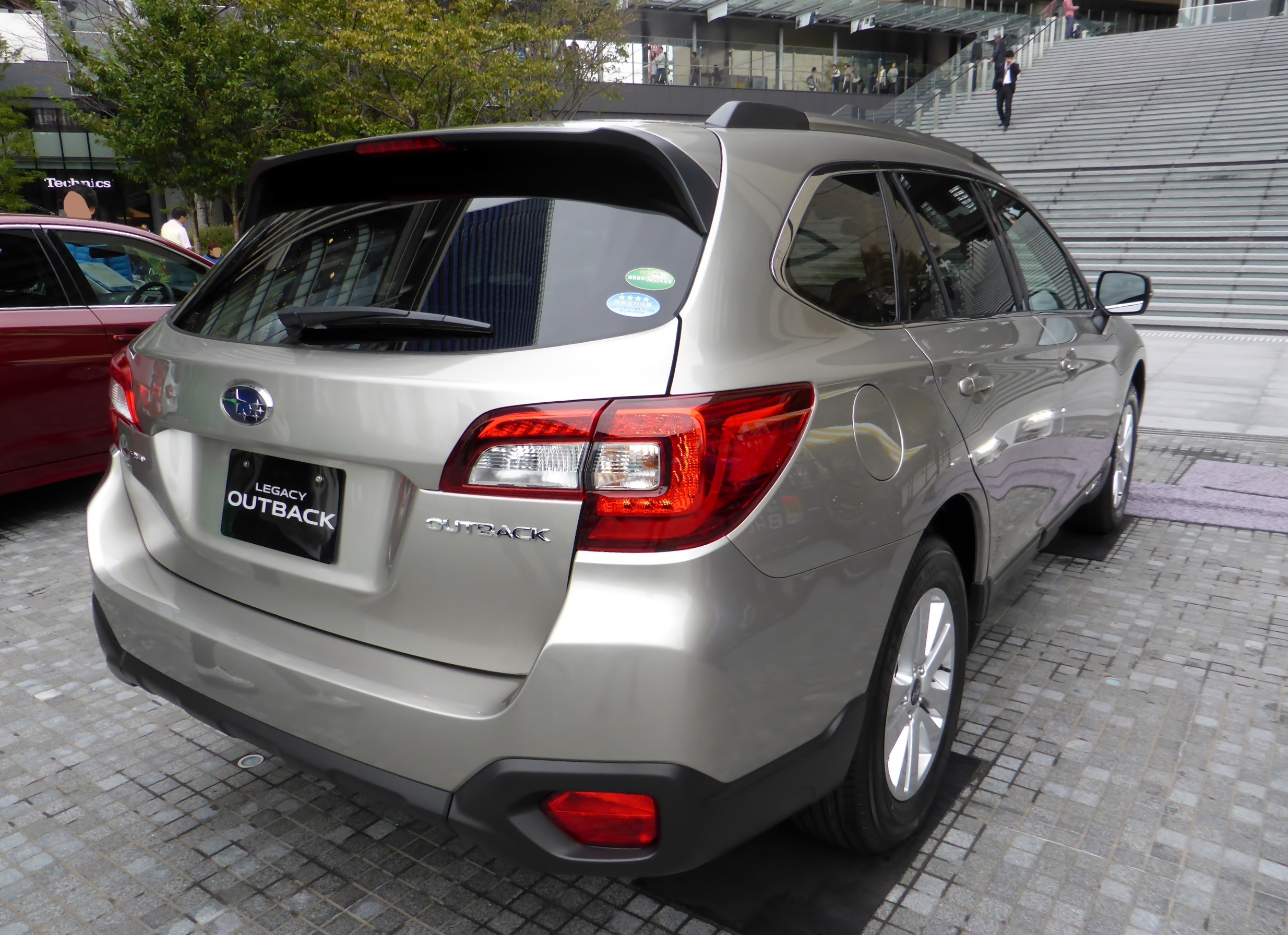
アウトバック リア
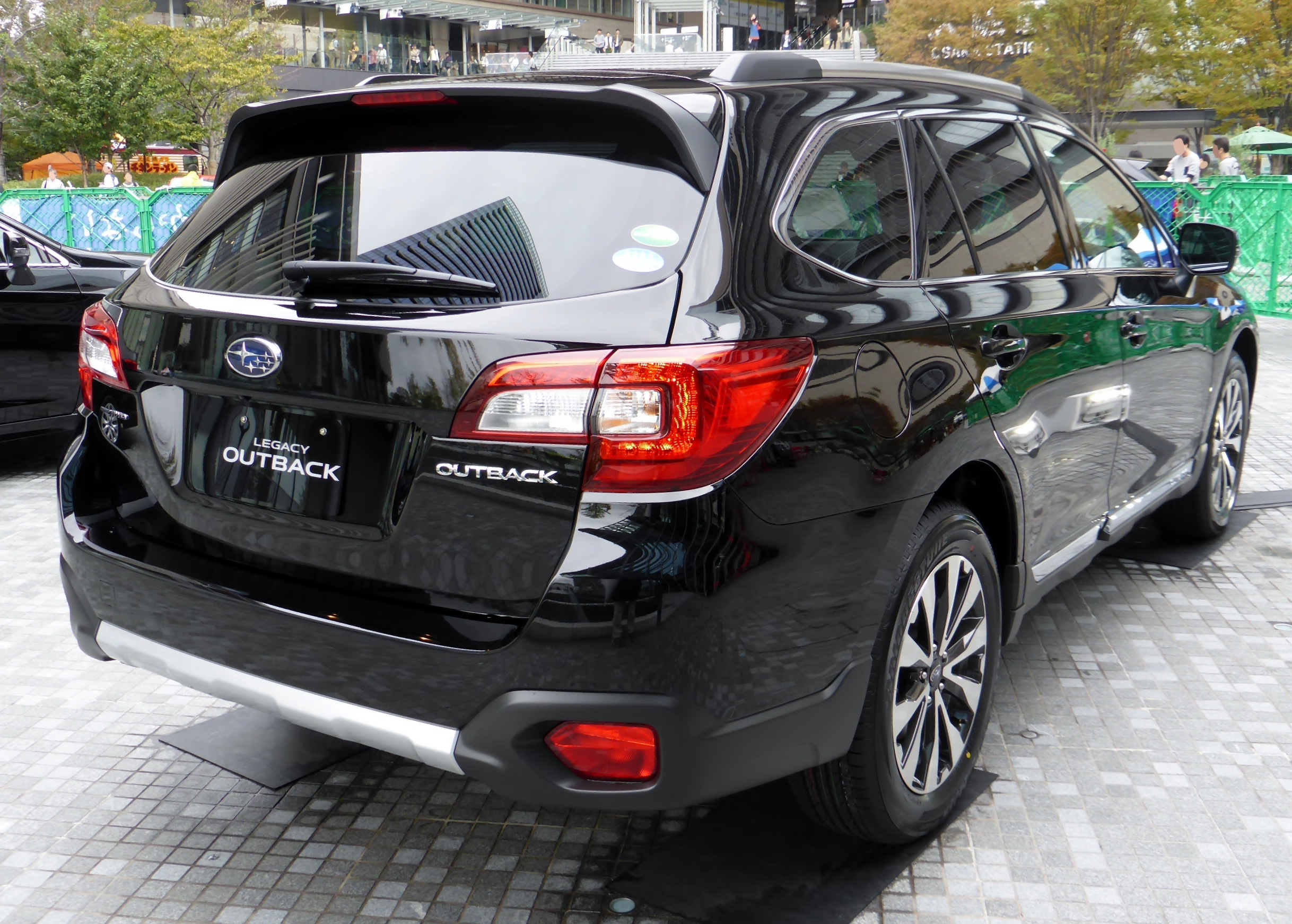
アウトバック リミテッド リア
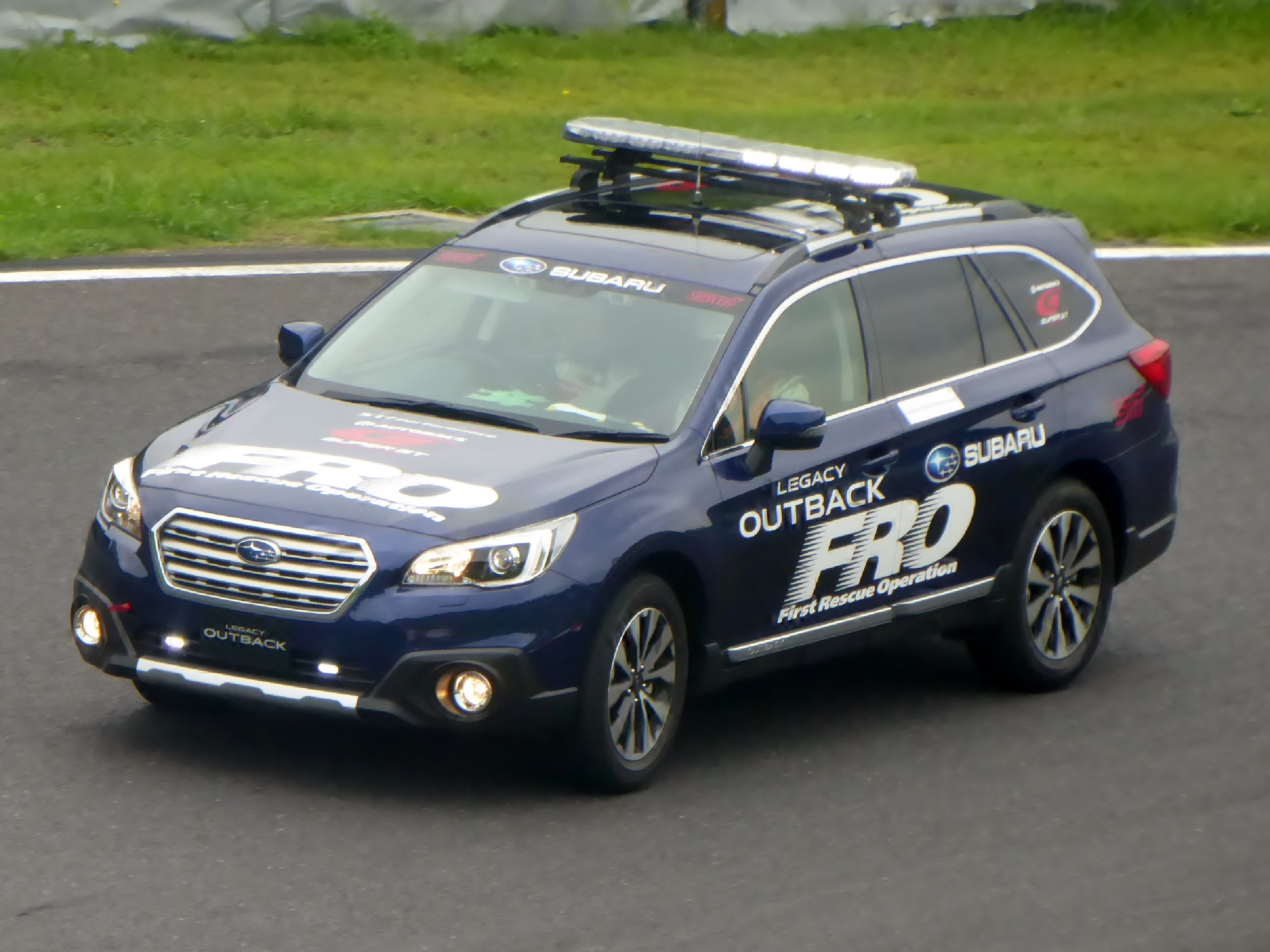
SUPER GTファーストレスキューオペレーション仕様

## 6代目 BT系（北米向け：2020年 - 、大洋州・欧州向け：2021年 - 、日本向け：2021年 - 2025年）
2019年4月17日のニューヨーク国際オートショーでワールドプレミアが行われ、2019年7月29日よりスバル・オブ・インディアナ・オートモーティブ（SIA）にて生産開始された。
プラットフォームはインプレッサやフォレスター等で採用済のスバルグローバルプラットフォーム（SGP）に刷新され、エンジンは先代より継承されるFB25に加え、EZ36に代わってアセントにも採用されるFA24ターボを新搭載した。なお、この改良によってアウトバックから6気筒エンジン搭載車が消滅した。 
インテリアにはスバル車初となる11.6インチモニターを搭載し、コネクティッドサービス「SUBARU STARLINK」を採用した。これはのちに北米仕様のクロストレック（日本名XV）や2代目レヴォーグ（日本市場においてはこの車種が初採用）にも採用されている。
日本を含む北米以外の市場では、2021年2月まで当代を販売していなかったが、2021年2月20日にオセアニア市場においても販売を開始し、同年3月29日にヨーロッパで正式発表、日本でも2021年10月7日に正式発表された。
アイサイトはステレオカメラの広角化、前後4つのレーダーの採用、ソフトウェア性能の向上、電動ブレーキブースターの採用により、前側方プリクラッシュブレーキ・前側方警戒アシスト・緊急時プリクラッシュステアリング・エマージェンシーレーンキープアシストで構成され、2代目レヴォーグで採用された高度運転支援システム「アイサイトX」が標準装備される（日本国内仕様）。2023年9月の改良モデルではクロストレックや6代目インプレッサで採用されているステレオカメラに超広角の単眼カメラを追加したトリプルカメラ仕様となった。
日本向けのパワートレインには、歴代モデルの中では最小の排気量となる1.8 L水平対向4気筒直噴ターボエンジンとなるCB18型が搭載されており、低回転域（1,600 rpm）から300 N·mの高トルクを発生し、リーン燃焼を採用している。経済性に優れたレギュラーガソリン仕様となる。リニアトロニックは発進時の加速や高速巡航時の燃費性能向上を図るために変速比幅を拡大した。また、8速マニュアルモードも搭載された。

### 年表
2019年4月17日
2019ニューヨーク国際オートショーで6代目モデル（米国仕様）を世界初公開。
2019年7月29日
SIAで7代目レガシィと共に生産が開始され、ラインオフ式が執り行われた。
2021年2月19日
新世代アイサイトを採用したオセアニア仕様を発表
2021年3月29日
新世代アイサイトを採用した欧州仕様を発表。
2021年3月30日
北米専用の派生モデル「アウトバック ウィルダネス」を発表。2.4 Lの水平対向4気筒直噴ターボエンジンが搭載され、リニアトロニックは極低速時におけるトラクション性能を強化。また、ボディを高剛性化し、サスペンションをバンプストローク量が大きい専用品に変えることでオフロードにおける衝撃吸収や路面追従性が向上され、最低地上高をアップ。「X-MODE」はDEEP SNOW/MUDモードの対応速度域を拡大した。前後のバンパーもデザイン性と車体の保護を兼ねた専用品となり、ルーフレールは積載力を高め、左右両方に牽引フックを装備。シート表皮や後席シートバックは防水仕様とした。
2021年9月2日
日本仕様が公開され、ディーラーでの先行予約が開始された。
2021年10月7日
日本仕様のフルモデルチェンジを発表。グレード体系は「X-BREAK EX」と「Limited EX」の2グレード体系となる。ルーフレールはグレードにより異なり、「X-BREAK EX」には、最大積載荷重を高めにし、前後に配したグリーンアクセントの裏側にロープフックをかけられる構造を採用したラダータイプ。「Limited EX」には、サーフボードやカヌー等が搭載しやすい形状で、前後部分に穴をあけることでロープを通して固定しやすくし、荷物を積まない時には収納も可能なクロスバータイプがそれぞれ採用される。ボディカラーは5代目（2020年8月一部改良モデル）からクリスタルホワイト・パール（有料色）、アイスシルバー・メタリック、クリスタルブラック・シリカ、クリムゾンレッド・パール（有料色）、マグネタイトグレー・メタリック、ストームグレー・メタリックの6色を踏襲し、新たに、ブリリアントブロンズ・メタリック、サファイアブルー・パール、オータムグリーン・メタリックの3色を追加して9色に拡大。なお、「X-BREAK EX」は5代目の「X-BREAK」では選択不可だったアイスシルバー・メタリック、ストームグレー・メタリック、クリムゾンレッド・パール（有料色）の3色の選択が可能となった。なお、燃費性能が向上（WLTCモード: 12.6 km/L→13.0 km/L）されたことで、2020年度燃費基準を達成した。
2022年5月25日
自動車アセスメント（JNACP）において、2021年度の衝突安全性能と予防安全性能の総合評価で最高得点を獲得し、「自動車安全性能2021ファイブスター大賞」を前年のレヴォーグ（VN型）に続いて受賞したことが発表された。
2022年9月8日
日本仕様の一部改良モデルが発表された。ライティングスイッチの仕様が見直され、従来の車幅灯/尾灯&OFFの1ポジションから車幅灯/尾灯とOFFを分けた2ポジションに変更された。
2023年7月20日
今秋発表予定の日本仕様の改良モデルに関する専用サイトが公開され、販売店での先行予約が開始されたことが発表された。
2023年9月7日
日本仕様の改良モデル及び特別仕様車「Limited EX"Active×Black"」が発表された。
アイサイトがトリプルカメラ仕様へ強化されたことに加え、シャークフィンアンテナにカメラを内蔵したスマートリアビューカメラを全車に標準装備。アルミホイールが新意匠に変更され、「SUBARU STARLINK」にリモートエアコン機能を追加。Apple CarPlayのワイヤレス接続に対応し、11.6インチセンターインフォメーションディスプレイはApple CarPlayやAndroid Auto使用時における表示画面が拡張された。「Limited EX」の本革シート装着車（メーカーオプション）にはシートベンチレーション（運転席・助手席）とクッション長調整機構（運転席）が追加された。ボディカラーはストームグレー・メタリックが廃止され、8色となった。
「Limited EX"Active×Black"」は外観はフロントフォグランプカバー加飾、ドアミラー、バンパーガード（フロント・リア）、ルーフレール（クロスバービルトインタイプ）をブラック塗装で統一するとともに、フロントグリルは「X-BREAK EX」と同じブラック塗装+ラスターブラック塗装に、18インチアルミホイールをスーパーブラックハイラスター塗装に、ドアハンドルを「X-BREAK EX」と同じカラードに、OUTBACK/シンメトリカルAWDリアオーナメントを「X-BREAK EX」と同じラスターブラック塗装にそれぞれ変更。内装はシート表皮をブラックの撥水性ポリウレタン（シルバーステッチ）に、インパネトリムのロアとドアトリムのミッドをブラック表皮巻（シルバーステッチ）にそれぞれ変更した。ボディカラーはクリスタルホワイト・パール（有料色）、アイスシルバー・メタリック、クリスタルブラック・シリカ、マグネタイトグレー・メタリックの既存4色に、専用色のカシミアゴールド・オパール（有料色）を加えた5色が設定される。なお360度カメラはいずれのモデルでも搭載されていない。
2024年9月6日
日本仕様の一部改良モデル及び特別仕様車「Black Selection」が発表された。
前述した特別仕様車「Limited EX"Active×Black"」が「Active×Black EX」としてカタロググレード化。ボディカラーは従来の「Limited EX"Active×Black"」専用色だったカシミアゴールド・オパール（有料色）が「Limited EX」にも設定が可能となった。
「Black Selection」は「Limited EX」をベースに、シートがブラックの本革（ナッパレザー）[シートベンチレーション(運転席・助手席)、クッション長調節機構(運転席)付]にグレードアップされ、それに合わせてインパネやドアのトリムをブラック表皮巻（シルバーステッチ）に統一（ベースグレードはアッパーのインパネトリムのみ）。外観は18インチアルミホイールをダークメタリック塗装の専用デザインとなり、ドアミラー・フロントフォグランプカバー加飾・バンパーガード・ルーフレール（クロスバービルトインタイプ）はブラック塗装に、フロントグリル加飾とリアオーナメント（OUTBACK/シンメトリカルAWD）はラスターブラック塗装へそれぞれ変更された。また、ドアハンドルはカラードに、ペダルとフットレストは標準仕様にそれぞれグレードダウンされ、メーカー装着オプションの設定を無くしている。ボディカラーはクリスタルホワイト・パール（有料色）、アイスシルバー・メタリック、マグネタイトグレー・メタリック、クリスタルブラック・シリカの4色が設定される。
2024年10月24日
日本仕様に特別仕様車「30th Anniversary」が発表された。
「Limited EX」をベースに、外観はフロントグリル加飾、フロントフォグランプカバー、バンパーガード（フロント・リア）、ルーフレール（クロスバービルトインタイプ）、リアドア・サイドクラッティング（OUTBACKロゴ入り）、リアオーナメント（OUTBACK/シンメトリカルAWD）、ルーフスポイラー（ハイマウントストップランプ内蔵）をブラック（フロントグリル加飾とリアオーナメントはラスターブラック塗装）で統一され、30th Anniversary専用リアオーナメントを装備。内装はベースグレードはメーカー装着オプション設定となる本革シート（ナッパレザー）を本仕様車専用のアイボリー×ブラック（シルバーステッチ）で特別装備されたほか、インパネアッパートリムのアイボリー表皮巻に、インパネロアトリムとドアトリムをブラック表皮巻にそれぞれ変更され、ベースグレードではメーカー装着オプションとなるハーマンカードンサウンドシステムも特別装備された。足回りは18インチアルミホイールをマットブラック塗装に変え、STIチューニングダンパー（フロント・リア共、フロントは日立Astemo製SFRD(周波数応答型ダンパー)）が特別装備された。500台の限定販売となるため、公式発表日から11月10日まで申し込みを受け付け、11月14日に結果が通知される抽選販売の形式が採られる。
2025年3月31日
日本仕様の受注を終了。今後は既存モデルのレヴォーグ レイバックや、2025年4月に国内向け6代目モデルが発表されたフォレスターへ統合される事となる。これにより日本国内におけるレガシィシリーズは1989年の登場から36年の歴史に幕を下ろすこととなり、終止符が打たれることとなった。- インテリア
- アウトバック ウィルダネス

## アウトバックスポーツ
北米市場では1994年から2011年まで、インプレッサをベースとしたクロスオーバーモデルのアウトバックスポーツ（Outback Sport）が3世代にわたって販売されていた。初代モデルは日本市場においても「インプレッサグラベルEX」として販売されたほか、2010年には3代目アウトバックスポーツとほぼ同構成の「インプレッサXV」が、日本および欧州市場で発売された。
アウトバックスポーツはグローバル展開のXVの登場により、2011年をもって廃止された。

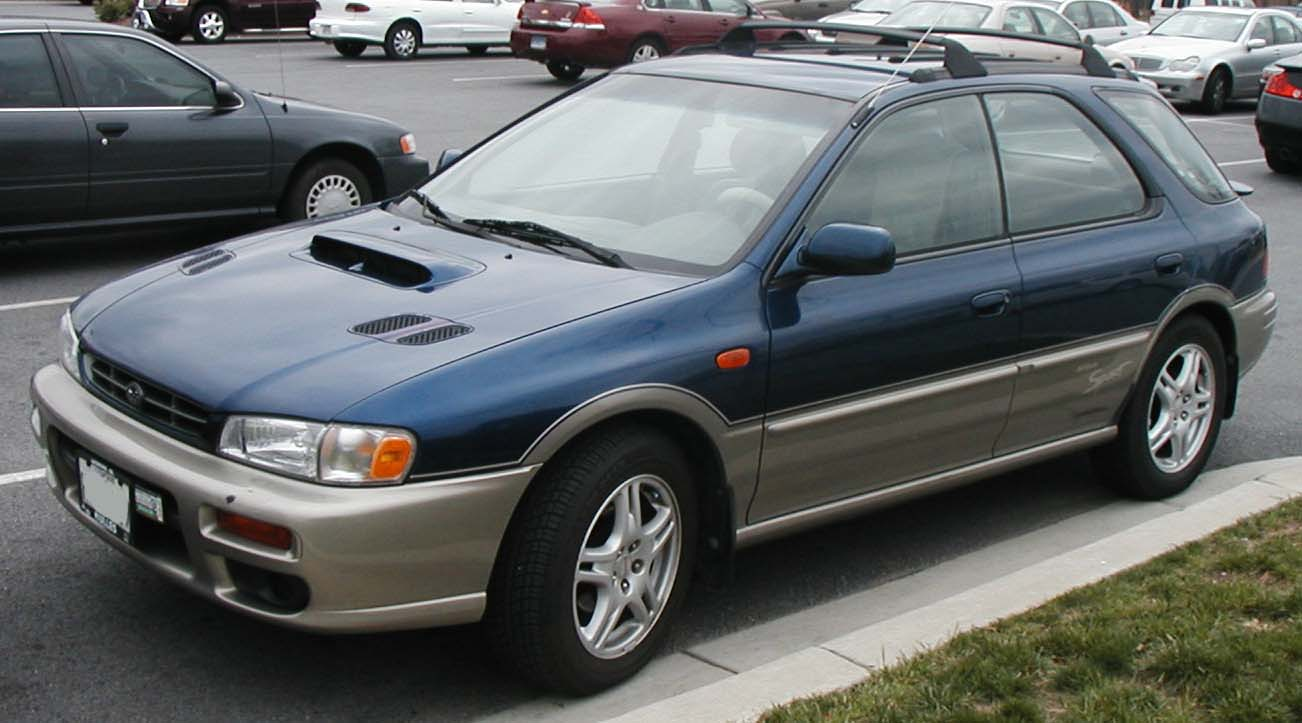
アウトバックスポーツ（初代） 日本名：インプレッサグラベルEX
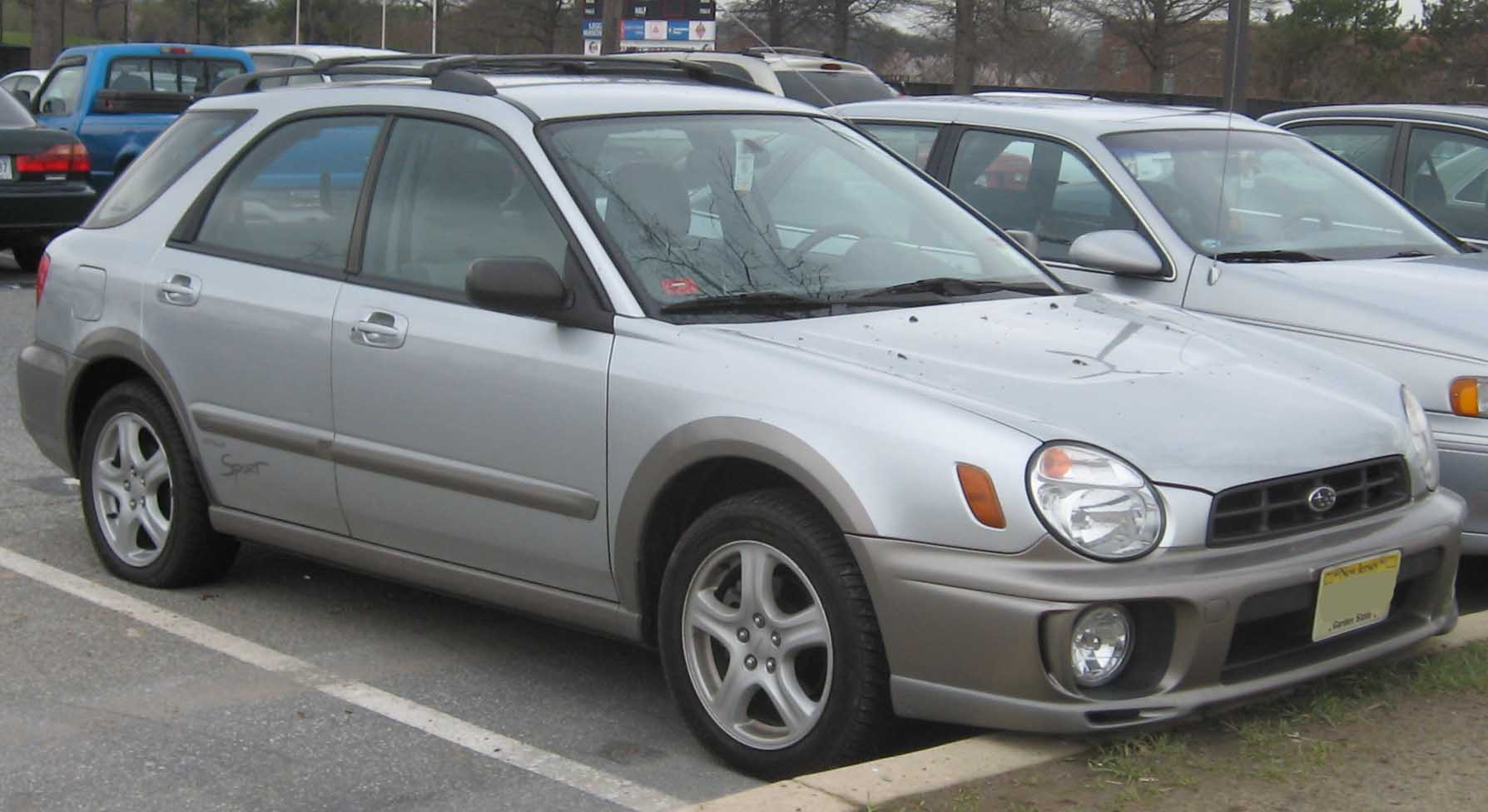
アウトバックスポーツ（2代目）
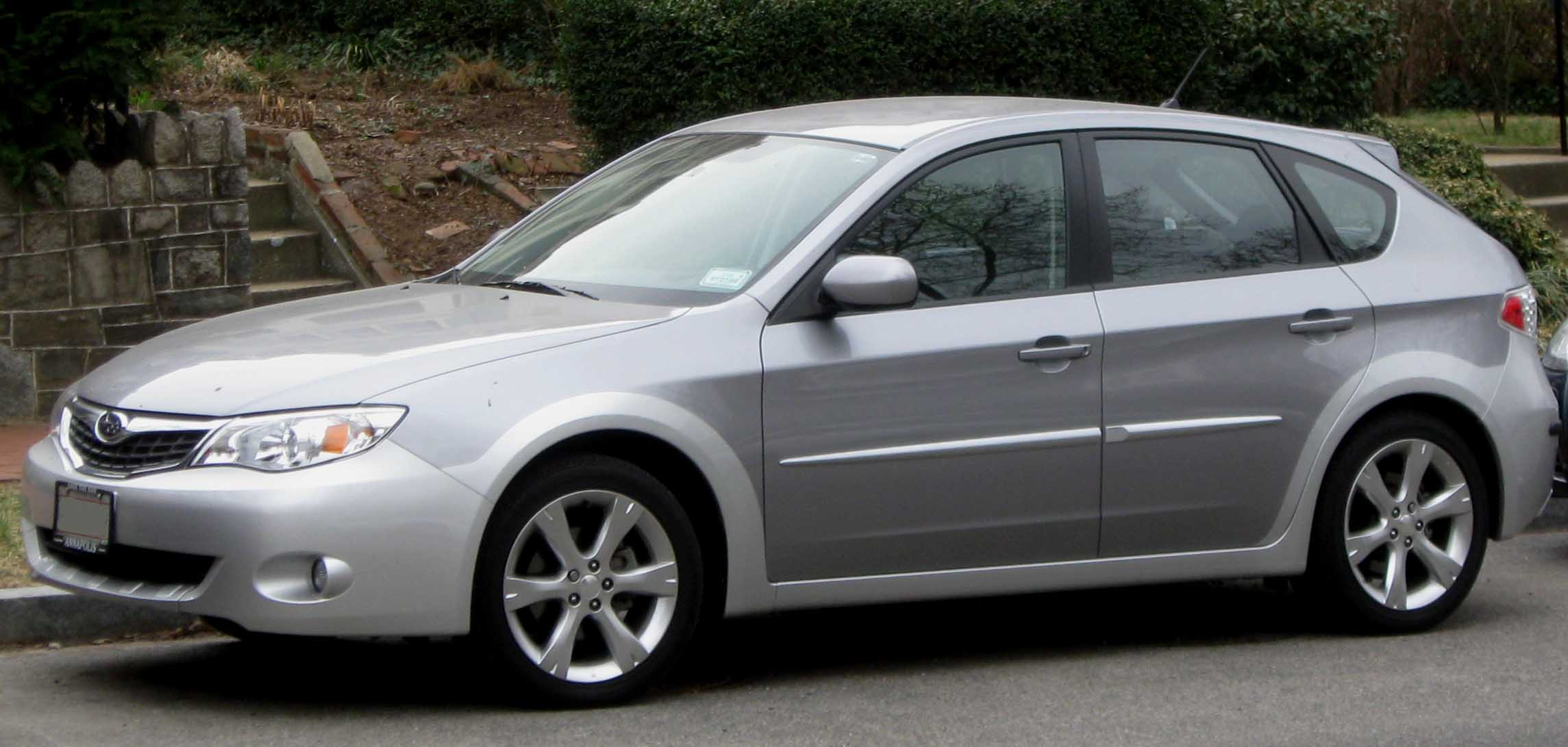
アウトバックスポーツ（3代目）

## 車名の由来
「アウトバック」は、オーストラリアの内陸部および辺境地帯を指す言葉（オーストラリア英語）。